# (35755) 1999 GV53
1999 GV53 (asteroide 35755) é um asteroide da cintura principal. Possui uma excentricidade de 0.18272090 e uma inclinação de 4.38990º.
Este asteroide foi descoberto no dia 11 de abril de 1999 por LONEOS em Anderson Mesa.